# Miami Dolphins 1974
La stagione 1974 dei Miami Dolphins è stata la numero 9 della franchigia, la quinta nella National Football League. La squadra giungeva da due vittorie del Super Bowl consecutive ma fu eliminata nel divisional round dei playoff dagli Oakland Raiders.

## Calendario

### Stagione regolare
| Stagione regolare |       |                        |           |        |          |
| Turno             | Data  | Avversario             | Risultato | Record | Pubblico |
| 1                 | 15/9  | @ New England Patriots | S 24–34   | 0–1    | 55,006   |
| 2                 | 22/9  | @ Buffalo Bills        | V 24–16   | 1–1    | 80.020   |
| 3                 | 29/9  | @ San Diego Chargers   | V 28–21   | 2–1    | 44.706   |
| 4                 | 7/10  | New York Jets          | V 21–17   | 3–1    | 60.727   |
| 5                 | 13/10 | @ Washington Redskins  | S 17–20   | 3–2    | 54.395   |
| 6                 | 20/10 | Kansas City Chiefs     | V 9 –3    | 4–2    | 67.779   |
| 7                 | 27/10 | Baltimore Colts        | V 17–7    | 5–2    | 65.868   |
| 8                 | 3/11  | Atlanta Falcons        | V 42–7    | 6–2    | 64.399   |
| 9                 | 10/11 | @ New Orleans Saints   | V 21–0    | 7–2    | 74.289   |
| 10                | 17/11 | Buffalo Bills          | V 35–28   | 8–2    | 69.313   |
| 11                | 24/11 | @ New York Jets        | S 14–17   | 8–3    | 57.162   |
| 12                | 2/12  | Cincinnati Bengals     | V 24–3    | 9–3    | 71.962   |
| 13                | 8/12  | @ Baltimore Colts      | V 17–16   | 10–3   | 34.420   |
| 14                | 15/12 | New England Patriots   | V 34 –27  | 11–3   | 56.920   |

### Playoff
| Turno              | Data  | Avversario      | Risultato |
| ------------------ | ----- | --------------- | --------- |
| Divisional playoff | 21/12 | Oakland Raiders | S 28-26   |

## Classifiche
| AFC East             | AFC East | AFC East | AFC East | AFC East | AFC East | AFC East | AFC East | AFC East | AFC East |
|                      | V        | S        | P        | %        | DIV      | CONF     | PF       | PS       | Str.     |
| -------------------- | -------- | -------- | -------- | -------- | -------- | -------- | -------- | -------- | -------- |
| Miami Dolphins       | 11       | 3        | 0        | .786     | 6–2      | 9–2      | 327      | 216      | V3       |
| Buffalo Bills        | 9        | 5        | 0        | .643     | 5–3      | 7–4      | 264      | 244      | S2       |
| New England Patriots | 7        | 7        | 0        | .500     | 4–4      | 4–7      | 348      | 289      | S3       |
| New York Jets        | 7        | 7        | 0        | .500     | 4–4      | 5–6      | 279      | 300      | V6       |
| Baltimore Colts      | 2        | 12       | 0        | .143     | 1–7      | 1–10     | 190      | 329      | S4       |